# Campeonato nacional de Estados Unidos 1921
Lista de los campeones del Campeonato nacional de Estados Unidos de 1921:

## Senior

### Individuales masculinos
Bill Tilden vence a  Wallace F. Johnson, 6–1, 6–3, 6–1

### Individuales femeninos
Molla Bjurstedt Mallory vence a  Mary Browne, 4–6, 6–4, 6–2

### Dobles masculinos
Bill Tilden /  Vincent Richards vencen a  Richard Norris Williams /  Watson Washburn, 13-11, 12-10, 6-1

### Dobles femeninos
Mary Browne /  Louise Riddell Williams vencen a  Helen Gilleaudeau /  Aletta Bailey Morris, 6–3, 6–2

### Dobles mixto
Mary Browne /  Bill Johnston vencen a  Molla Bjurstedt Mallory /  Bill Tilden, 3–6, 6–4, 6–3
| Predecesor: 1920                         | Campeonato nacional de Estados Unidos 1921 | Sucesor: 1922                           |
| Predecesor: Campeonato de Wimbledon 1921 | Grand Slam 1921                            | Sucesor: Campeonato de Australasia 1922 |

- Datos: Q630666